# Episodi di CSI: Miami (seconda stagione)
La seconda stagione della serie televisiva CSI: Miami composta da 24 episodi, è stata trasmessa dal 22 settembre 2003 al 24 maggio 2004 sul canale statunitense CBS.
Invece in Italia viene trasmessa in prima visione assoluta dal 3 settembre al 12 novembre 2004 su Italia 1 per due episodi a settimana (l'episodio Omicidio allo specchio venne trasmesso il 7 novembre dopo l'episodio Non atterrato)
| nº | Titolo originale  | Titolo italiano        | Prima TV USA      | Prima TV Italia   |
| -- | ----------------- | ---------------------- | ----------------- | ----------------- |
| 1  | Blood Brothers    | Fratelli di sangue     | 22 settembre 2003 | 3 settembre 2004  |
| 2  | Dead Zone         | La zona d'ombra        | 29 settembre 2003 | 3 settembre 2004  |
| 3  | Hard Time         | Violenza ripetuta      | 6 ottobre 2003    | 10 settembre 2004 |
| 4  | Death Grip        | La stretta mortale     | 13 ottobre 2003   | 10 settembre 2004 |
| 5  | The Best Defense  | La miglior difesa      | 20 ottobre 2003   | 17 settembre 2004 |
| 6  | Hurricane Anthony | L'uragano Anthony      | 3 novembre 2003   | 17 settembre 2004 |
| 7  | Grand Prix        | Gran premio            | 10 novembre 2003  | 24 settembre 2004 |
| 8  | Big Brother       | Grande fratello        | 17 novembre 2003  | 24 settembre 2004 |
| 9  | Bait              | L'esca                 | 24 novembre 2003  | 1º ottobre 2004   |
| 10 | Extreme           | Estremo                | 15 dicembre 2003  | 1º ottobre 2004   |
| 11 | Complications     | Complicazioni          | 5 gennaio 2004    | 8 ottobre 2004    |
| 12 | Witness to Murder | Testimone oculare      | 12 gennaio 2004   | 8 ottobre 2004    |
| 13 | Blood Moon        | Il carnefice           | 2 febbraio 2004   | 15 ottobre 2004   |
| 14 | Slow Burn         | A fuoco lento          | 9 febbraio 2004   | 15 ottobre 2004   |
| 15 | Stalkerazzi       | Paparazzi              | 16 febbraio 2004  | 22 ottobre 2004   |
| 16 | Invasion          | Invasione              | 23 febbraio 2004  | 22 ottobre 2004   |
| 17 | Money for Nothing | Soldi per niente       | 1º marzo 2004     | 29 ottobre 2004   |
| 18 | Wannabe           | Vincita mortale        | 22 marzo 2004     | 29 ottobre 2004   |
| 19 | Deadline          | L'ultimo scoop         | 29 marzo 2004     | 5 novembre 2004   |
| 20 | The Oath          | Il giuramento          | 19 aprile 2004    | 5 novembre 2004   |
| 21 | Not Landing       | Non atterrato          | 3 maggio 2004     | 7 novembre 2004   |
| 22 | Rap Sheet         | Morte apparente        | 10 maggio 2004    | 12 novembre 2004  |
| 23 | MIA/NYC - NonStop | Omicidio allo specchio | 17 maggio 2004    | 7 novembre 2004   |
| 24 | Innocent          | Innocente              | 24 maggio 2004    | 12 novembre 2004  |

## Fratelli di sangue
- Titolo originale: Blood brothers
- Diretto da: Danny Cannon
- Scritto da: Ann Donahue

### Trama
Una giovane modella, Tess Kimball, discute animatamente con un uomo. Pochi minuti dopo viene investita da un'auto. L'indagine rivela che l'auto era una Lamborghini Diablo gialla di proprietà di un jet-setter di Miami, che l'aveva prestata a Clavo Cruz. Le prove raccolte suggeriscono che quest'ultimo sia il colpevole, ma l'uomo, insieme al fratello, sono protetti dall'immunità diplomatica del padre, che è ambasciatore in uno stato sudamericano. Il caso si complica quando una modella canadese, Michelle, viene trovata morta nei giardini del consolato canadese a Miami. La donna conosceva Tess Kimball. Horatio e il suo team cercano un collegamento tra le due morti. I fratelli Cruz si lamentano dell'indagine condotta da Horatio nei loro confronti e pretendono delle scuse. Horatio rifiuta, ma i suoi superiori lo costringono. Così facendo, viene a conoscenza di informazioni che gli consentono di elaborare un piano per arrestare i due fratelli, nel rispetto della legge. L'omicidio di Michelle infatti è avvenuto presso il consolato canadese e quindi legalmente in territorio canadese. Horatio fa arrestare i fratelli Cruz mentre sono in acque internazionali, a bordo di un'imbarcazione battente bandiera bahamense. Lì la loro immunità non è valida e almeno il colpevole del secondo omicidio viene consegnato alle autorità canadesi per il delitto avvenuto nel loro territorio.
- Special guest star: Robert John Burke, Chad Lowe
- Guest star: Sofia Milos, Yancey Arias, Gonzalo Menendez, Alan Dale, Quddus Philippe, Heidi Klum, David Lee Smith, Brian Poth, Boti Bliss

## La zona d'ombra
- Titolo originale: Dead zone
- Diretto da: Joe Chappelle
- Scritto da: Michael Ostrowski

### Trama
Paul Jackson (noto come "Paulo"), un cacciatore di tesori sottomarini, viene trovato morto trafitto da una fiocina. Gli investigatori scoprono che un oggetto è stato rubato dalla sua casa e che l'uomo stava cercando un galeone spagnolo insieme a Marty Jones. Il finanziatore della ricerca è Brett Betancourt e Horatio si reca a interrogarlo. Durante la conversazione, Brett riceve una lettera. Si tratta di una lettera bomba e l'uomo muore all'istante. I detective riescono a scoprire che l'oggetto sottratto a Paulo era una croce d'oro del XVI secolo, prova dell'effettiva presenza del galeone e di un ingente tesoro sommerso, che è stata rivenduta su un sito web. La persona che ha acquistato il gioiello è una donna che entra a far parte dei sospettati. Anche Brett e Marty rientrano tra i possibili sospettati: il primo aveva finanziato le ricerche solo per avere una copertura per un traffico di eroina con la Colombia, mentre il secondo, dopo la scomparsa di Brett e Paulo, poteva sperare di ritrovarsi in possesso dell'intero tesoro. Si scopre che Brett Betancourt è stato assassinato dai suoi soci colombiani, furiosi per la scomparsa di pacchi di droga, in realtà sottratti da Paul Jackson e Marty Jones. Paulo invece è stato assassinato dal suo collega Marty. Quest'ultimo invece è stato rapito e giustiziato dai narcotrafficanti colombiani come rappresaglia per il traffico di droga. Il resto del tesoro sottomarino viene ritrovato e viene requisito dai federali.
- Special guest star: Bridgette Wilson-Sampras, Michael Rooker
- Guest star: Sofia Milos, Holt McCallany, Robin Thomas, Tamara Craig Thomas, Dorothy Lyman, Brian Poth

## Violenza ripetuta
- Titolo originale: Hard time
- Diretto da: Deran Sarafian
- Scritto da: Elizabeth Devine

### Trama
Una donna viene trovata in un cantiere edile, all'ultimo piano di un edificio. La vittima si chiama Peg Donovan ed è stata colpita più volte alla testa. Horatio nota che la pelle della vittima sta traspirando e quindi la donna è viva. Alexx spiega che le larve di mosca sviluppatesi all'interno delle ferite hanno ripulito il tessuto necrotico consentendo alla donna di sopravvivere. Mason Shaw, condannato per aver violentato la donna dieci anni prima, è l'unica persona che potrebbe avere un movente per l'aggressione in quanto il giorno seguente si sarebbe svolta l'udienza per la libertà vigilata in cui la testimonianza di Peg avrebbe avuto un peso considerevole. Shaw non può aver eseguito materialmente la violenza quindi i sospetti degli investigatori ricadono su due persone: una donna che si è innamorata di Mason Shaw durante la sua prigionia e il figlio di Shaw. Si scopre che Mason Shaw stava ricattando un agente penitenziario, il sergente Brennan, e gli aveva ordinato di impedire a Peg Donovan di testimoniare all'udienza. Poiché Mason Shaw è il diretto istigatore della violenza contro Peg, la sua richiesta di libertà vigilata viene respinta e, insieme a Brennant, viene accusato di tentato omicidio.
- Guest star: Sofia Milos, Holt McCallany, Matthew Lawrence, Michael Jai White, Don Michael Paul, Samantha Shelton, Cristian de la Fuente, Brian Poth, Eden Rountree, Christopher Allport, Sarain Boylan

## La stretta mortale
- Titolo originale: Death Grip
- Diretto da: David Grossman
- Scritto da: Steven Maeda

### Trama
Gli esperti stanno indagando su due casi, che poi si scopriranno collegati.
Nel primo caso, la quattordicenne Lana Walker e la sorella di cinque anni, Molly Walker, sono scomparse durante la notte mentre i genitori e il fratello dormivano in altre camere da letto. Molly viene subito trovata da Horatio, nascosta nell'asciugatrice. La bimba sostiene che un uomo è entrato nella loro stanza e ha portato via sua sorella. Due sospettati interessano gli investigatori: Willy Kahn, un vicino condannato per pedofilia e Art Kickering, l'ex amante della signora Walker.
Nel secondo caso viene scoperta una gamba nella palude: pare che qualcuno sia stato divorato da un coccodrillo. Grazie ad un conoscente di Delko, gli esperti scoprono che la colonia di animali si trova in una zona specifica e tra di essi si riesce a risalire all'animale che si è cibato del corpo. Nel suo stomaco c'è un piede mezzo digerito in una scarpa da ginnastica. La vittima è un'adolescente latina, Consuella Valdez. Ma era anche una tennista, il cui insegnante eɽa lo stesso che allenava Lana.
Lana viene quindi ritrovata a casa del suo insegnante di tennis, David Kendall, del quale è innamorata e con cui ammette di aver avuto rapporti sessuali. Inizialmente sembra un caso di pedofilia ma i genitori di Lana rivelano di aver mentito sulla sua età: la ragazza infatti ha 16 anni e può avere rapporti sessuali con uomini sino a otto anni più grandi di lei. David, 23 anni, viene quindi rilasciato. I genitori avevano falsificato i dati della figlia per consentirle di avere una carriera più brillante nel tennis.
Un filo di seta viola e la corda delle racchette del giovane maestro di tennis sono gli elementi chiave che collegano i due casi. David Kendall viene incarcerato per l'omicidio della giovane Consuella Valdez.

## La miglior difesa
- Titolo originale: The best defense
- Diretto da: Scott Lautanen
- Scritto da: Shane Brennan

### Trama
Gli esperti stanno indagando su due casi.
Nel primo caso, tre persone sono state uccise a colpi d'arma da fuoco in una discoteca nelle prime ore del mattino. Ci sono due morti, Justin Soyers e Brad Dawson (i proprietari) e un ferito, Ricky Murdoch. I sospetti ricadono sull'uomo da cui Justin e Brad hanno preso cocaina. Tuttavia, non ci sono prove per incriminare l'uomo, che è stato quindi rilasciato. Horatio si concentra quindi sull'unico sopravvissuto, Ricky, la cui testimonianza non corrisponde agli indizi.
Nel secondo caso, Calleigh riceve la visita del padre che è diventato un difensore d'ufficio. L'uomo è impegnato in un caso di omicidio in cui la cliente si dichiara colpevole. Si ritiene che la donna abbia accoltellato il suo ex compagno con un cacciavite in un veicolo. Il signor Duquesne non crede alla versione della sua cliente e ha bisogno che sua figlia verifichi le prove che la polizia non ha cercato di approfondire. L'indagine era stata affidata a John Hagen, che corteggia Calleigh da diverse settimane. John, avendo la confessione del presunto colpevole e le dichiarazioni di un testimone, aveva ritenuto superfluo esaminare attentamente l'interno dell'auto in cui era avvenuta la tragedia. Calleigh chiede a Eric Delko di esaminare l'auto. Eric trova tracce interessanti sulla cintura di sicurezza del sedile occupato dalla donna.
- Special guest star: Jay Mohr, John Heard
- Guest star: Sofia Milos, Holt McCallany, Ian Somerhalder, Idris Elba

## L'uragano Anthony
- Titolo originale: Hurricane Anthony
- Diretto da: Joe Chappelle
- Scritto da: Ildy Modrovich e Laurence Walsh

### Trama
Un uragano ha appena colpito Miami, con venti che in alcuni punti hanno raggiunto i 240 km/h.
Una coppia di giovani che hanno tardato ad effettuare l'evacuazione investono un uomo che sembra essere piovuto dal cielo. La vittima, vestita da surfista, è uno sconosciuto nel quartiere e ha uno strano liquido grasso su un braccio. Non si capisce se l'uomo sia morto per l'impatto con l'auto, a causa del maltempo o se sia stato assassinato prima di colpire il mezzo. Terminata la furia degli elementi, Horatio si reca sul luogo dove si trova il cadavere. Il tenente sente un lamento provenire dal giardino di un'abitazione e rinviene un uomo morente con la schiena infilzata sulle punte aguzze di una recinzione. Non si sa se l'uomo, Martin, sia stato vittima di un incidente o di un omicidio. Nel frattempo Calleigh e Frank Tripp notano un uomo con in mano degli oggetti di valore che si sta allontanando in fretta da una casa. L'uomo spiega che vive lì con la moglie, ma all'interno dell'abitazione i due rinvengono il cadavere della donna che ha il collo trafitto da un proiettile. Inoltre la coppia aveva divorziato qualche mese prima. Ma sulla presunta arma del delitto, trovata in un comodino, non ci sono le impronte digitali dell'ex marito, né residui di polvere da sparo sulle sue mani.
I tre casi vengono prontamente risolti dalla squadra. Nella prima situazione, l'uomo aveva semplicemente provato a cavalcare le onde prima dell'uragano, ma era rimasto intrappolato in un vortice che lo aveva scaraventato a 600 metri dalla spiaggia. Quindi si è trattato di un incidente, non un omicidio.
Nel secondo caso, Martin stava inchiodando delle assi alla finestra di casa sua. Il suo vicino Brandon aveva cercato di rubargli la scala su cui era salito. La scala si era ribaltata e Martin era caduto all'indietro sui picchetti d'acciaio. Invece di aiutarlo, il vicino aveva preso la scala per utilizzarla.
Nell'ultima situazione la donna era solita esercitarsi a sparare con una pistola nel suo giardino. Durante l'uragano, quando l'ex marito era andato a trovarla, uno dei proiettili che aveva sparato in precedenza era stato sollevato dal vento e le aveva trafitto il collo. L'ex marito non ha commesso l'omicidio, ma viene comunque incriminato per furto.
- Guest star: Sofia Milos, Rex Linn, Dylan Bruno, Mark Pellegrino, Boti Bliss, Brian Poth, Rene Lavan, Marisa Ramirez, Perrey Reeves

## Gran premio
- Titolo originale: Grand prix
- Diretto da: David Grossman
- Scritto da: Michael Ostrowski e Steven Maeda

### Trama
Durante una gara automobilistica, l'addetto al carburante di uno dei team viene arso vivo da un fuoco incolore mentre indossa una ignifuga. La squadra forense scopre che l'impianto di emissione del carburante è stato sabotato; Horatio Caine sospetta di un membro del team tecnico. Nel corso delle indagini, si scopre che nella pompa di benzina utilizzata dalla vittima era presente acido solforico. Inoltre, la proprietaria della scuderia sembra disposta a tutto per fare in modo che la sua azienda venga sponsorizzata da un importante produttore di champagne. 
- Special guest star: Lauren Holly
- Guest star: Sofia Milos, Jason Lewis, Wings Hauser, Scott Hampton, James Morrison

## Grande fratello
- Titolo originale: Big brother
- Diretto da: Joe Chappelle
- Scritto da: Ann Donahue e Jonathan Glassner

### Trama
Un addetto alle pulizie rinviene il corpo di un agente di cambio, Stephen Bremen, all'interno del suo ufficio. All'uomo è stata tagliata la gola intorno alle 22:00, ma l'assassino non ha lasciato tracce di sangue sulla scena del crimine, cosa rara per questo tipo di omicidi. La pista investigativa conduce a una donna di nome Amanda, alla quale la vittima aveva scritto un'e-mail poco prima della tragedia. La ragazza vive in una casa con altre donne che vengono riprese tutto il giorno da telecamere/webcam. Si dice che abbia guadagnato un "extra" intrattenendo una relazione sessuale a pagamento con Bremen. Tuttavia, le telecamere mostrano che alle 22.00 Amanda si trovava effettivamente all'interno dell'abitazione e il suo alibi sembra inconfutabile.
Nel frattempo Horatio viene in aiuto di Suzie, un'ex tossicodipendente che era l'amante di Raymond Caine, prima che quest'ultimo venisse ucciso. La ragazza è stata appena arrestata per possesso di metanfetamine, ma dice di essere all'oscuro della presenza di tale sostanza nella sua auto. Durante l'indagine Horatio scopre che la ragazza ha una figlia, Madison. Guardandola il tenente si accorge della somiglianza della bambina con suo fratello e, approfittando del ferimento della piccola, preleva del sangue per confrontare il suo DNA con quello di Raymond. Horatio scopre quindi che Madison è sua nipote. Inoltre Il proiettile che ha ucciso Raymond proveniva dalla stessa pistola automatica appartenuta a Bob. Ciò dimostra colpevolezza dell'uomo che verrà processato quindi per omicidio. Horatio non riesce a rivelare a Yelina che Raymond ha avuto una figlia con Suzie mentre era sotto copertura.
- Guest star: Sofia Milos, Holt McCallany, Azura Skye, Max Martini, Brianna Lynn Brown, Boti Bliss, Brian Poth, Dane Northcutt, Peter Giles, Francis Guinan, Joel West

## L'esca
- Titolo originale: Bait
- Diretto da: Deran Sarafian
- Scritto da: Steven Maeda e Shane Brennan

### Trama
Due uomini scorgono una donna che ha perso conoscenza immersa nelle acque di un porticciolo. Prima che le possa essere prestato soccorso, la ragazza viene sbranata da uno squalo.
- Guest star: Sofia Milos, Rex Linn, Rick Hoffman, Alice Evans, Jack Gwaltney, Jason Brooks, Brian Poth, Leslie Odom Jr., Melissa Lawner

## Estremo
- Titolo originale: Extreme
- Diretto da: Karen Gaviola
- Scritto da: Elizabeth Devine e John Haynes

### Trama
Una coppietta appartata, assiste alla caduta di un corpo. Alexx scopre che il cadavere è in rigor mortis, motivo per cui la squadra di Horatio, dovrà scoprire il luogo del crimine. Durante l'inchiesta si troveranno confrontati, con un'agenzia specializzata in finti rapimenti. Nel frattempo Eric indaga su di un Chop Shop.
- Guest star: Sofia Milos, Rex Linn, Nora Dunn, Chris Pine, Rodney Scott, Paulette Braxton, Cristián de la Fuente, Brian Poth, Boti Bliss, Wade Williams, Jed Allan, Panchito Gomez, Sunny Mabrey

## Complicazioni
- Titolo originale: Complications
- Diretto da: Scott Lautanen
- Scritto da: Sunil Nayar e Corey Miller

### Trama
L'inscenato suicidio di un anestesista, il dottor Garcìa, porta la scientifica in una clinica di chirurgia plastica di Miami.
- Special guest star: Jason O'Mara
- Guest star: Sofia Milos, Kristy Swanson, Leonard Roberts, Lisa Lackey, Boti_Bliss, Joseph Kell

## Testimone oculare
- Titolo originale: Witness to murder
- Diretto da: Duane Clark
- Scritto da: Ildy Modrovich, Laurence Walsh e Michael Ostrowski

### Trama
Un commerciante di diamanti viene ucciso all'interno di un parcheggio. L'unico testimone oculare è un uomo che però ha un lieve handicap mentale e quindi non verrebbe considerato attendibile da una giuria. Eric e Tim indagano sulla morte di una ragazza. Con l'aiuto di Alexx scoprono che la ragazza e stata uccisa dalla sorella di sua moglie perché aveva scoperto che sua zia era l'amante di suo padre.
- Guest star: Sofia Milos, Louis Mustillo, Brad Beyer, Rick Worthy, Jon Sklaroff, Alexia Robinson, Lynn Griffith, Delilah Cotto, Lesley Fera

## Il carnefice
- Titolo originale: Blood moon
- Diretto da: Scott Lautanen
- Scritto da: Jonathan Glassner e Marc Dube

### Trama
Un uomo viene trovato barbaramente ucciso. Dalle indagini, emerge che la vittima aveva assunto l'identità di un uomo morto anni prima.
- Guest star: Sofia Milos, María Conchita Alonso, Emily Bergl, Jeremy Ray Valdez, Boti Bliss, Bart Johnson, Nicklaus Lange

## A fuoco lento
- Titolo originale: Slow burn
- Diretto da: Joe Chappelle
- Scritto da: Shane Brennan e Michael Ostrowski

### Trama
Nelle Everglades viene scoperto il cadavere di un cacciatore, ucciso da un colpo di fucile. Allo stesso tempo, viene rinvenuto anche il corpo di una ragazza.
- Guest star: Sofia Milos, Rex Linn, Doug Hutchison, Harold Sylvester, Joe Flanigan, Keith Diamond, Boti Bliss, Melinda Page Hamilton

## Paparazzi
- Titolo originale: Stalkerazzi
- Diretto da: Deran Sarafian
- Scritto da: Elizabeth Devine e Steven Maeda

### Trama
Un paparazzo viene trovato morto all'interno della sua auto in seguito ad un incidente, ma dalle indagini emerge che l'uomo è stato ucciso.
- Special guest star: Adam Scott
- Guest star: Sofia Milos, Silas Weir Mitchell, Jonathan Togo, Eva LaRue, Johann Urb, Robb Derringer, Christina Cox, Colin Cunningham, Nicole DeHuff

## Invasione
- Titolo originale: Invasion
- Diretto da: Felix Alcala
- Scritto da: Jonathan Glassner e Brian Davidson

### Trama
Durante un'aggressione domiciliare, il padrone di casa viene ucciso. Le indagini portano ai dipendenti della vittima, che si scoprono collusi con il figlio.
- Guest star: Sofia Milos, Lindsay Frost, Vincent Ventresca, Douglas Smith, Todd Stashwick, Boti Bliss, Brooke Bloom, Laurence Mason

## Soldi per niente
- Titolo originale: Money for nothing
- Diretto da: Karen Gaviola
- Scritto da: Marc Dube

### Trama
Un furgone portavalori viene assalito mentre Horatio sta scegliendo una casa per Suzie. Horatio riesce ad uccidere uno dei ladri e dà il via all'indagine.
- Guest star: Sofia Milos, Azura Skye, John Thaddeus, Currie Graham, Michael B. Silver, Brooke Bloom, Josie Davis, Christian Svensson

## Vincita mortale
- Titolo originale: Wannabe
- Diretto da: Frederick K. Keller
- Scritto da: Elizabeth Devine, Steven Maeda e John Haynes

### Trama
Un giovane ammiratore della scientifica sottrae una prova della scena del crimine, rischiando di compromettere le prove raccolte sull'assassino di un israeliano.
- Guest star: Sofia Milos, Billy Kay, Ivana Miličević, Salvator Xuereb, Cristián de la Fuente, David Ramsey, Brian Poth, Nicole DeHuff, Austin Tichenor, Melody Perkins, Nicholas Guilak, Chaim Jeraffi

## L'ultimo scoop
- Titolo originale: Deadline
- Diretto da: Deran Sarafian
- Scritto da: Ildy Modrovich, Laurence Walsh e Sunil Nayar

### Trama
La C.S.I. indaga sull'omicidio dell'addetto stampa di un consigliere comunale, ucciso mentre scortava un giornalista a fare uno scoop sul mondo della droga.
- Guest star: Sofia Milos, Peter Spears, Erich Anderson, Mark Blum, Brian Poth, Brooke Bloom, Clay Wilcox, Elena Evangelo, Ross Gibby

## Il giuramento
- Titolo originale: The oath
- Diretto da: Duane Clark
- Scritto da: Alison Lea Bingaman

### Trama
Un poliziotto viene ucciso dopo aver fermato un'auto. La polizia sospetta che l'uomo fosse coinvolto in qualcosa di losco, cosa a cui Horatio non crede.
- Guest star: Sofia Milos, Daniel McDonald, David Lee Smith, Peter Dobson, Onahoua Rodriguez, Molly Stanton, Boti Bliss, Stefanie von Pfetten

## Non atterrato
- Titolo originale: Not landing
- Diretto da: Joe Chappelle
- Scritto da: Shane Brennan, Marc Dube e Jonathan Glassner

### Trama
Dopo lo schianto di un aereo e la morte del pilota, Horatio sospetta che il socio in affari della vittima possa aver sabotato il velivolo.
- Special guest star: Annabeth Gish, Michael Boatman
- Guest star: Sofia Milos, Anson Mount, Susan Misner, Boyd Kestner, Gareth Williams, Brooke Bloom, Matt Barr

## Morte apparente
- Titolo originale: Rap sheet
- Diretto da: David Grossman
- Scritto da: Ildy Modrovich e Corey Miller

### Trama
Durante un concerto il rapper 10-Large sfugge a un attentato in cui viene uccisa una guardia del corpo. La C.S.I. indaga nell'ambiente del rap.
- Guest star: Xzibit, Rex Linn, Randall Batinkoff, Colleen Porch, Terry Crews, Brian Poth, Leslie Odom Jr., John Bradley, Ned Bellamy

## Omicidio allo specchio
- Titolo originale: MIA/NYC - NonStop
- Diretto da: Danny Cannon
- Scritto da: Anthony E. Zuiker, Ann Donahue, Carol Mendelsohn

### Trama
Una ragazza torna a casa e trova i genitori uccisi. Gli agenti della polizia scoprono un collegamento con New York e Caine parte per portare avanti le indagini.
- Special guest star: Gary Sinise, Melina Kanakaredes, Carmine Giovinazzo, Vanessa Ferlito, Hill Harper
- Guest star: Sofia Milos, Joseph Lyle Taylor, Christopher Fields, Nicole Paggi, Nick Damici, Marta Martin, Chris Meyer, Heidi Marnhout

## Innocente
- Titolo originale: Innocent
- Diretto da: Joe Chappelle
- Scritto da: Steven Maeda, Sunil Nayar e John Haynes

### Trama
Stetler scopre che Horatio ha usato il laboratorio per analisi del DNA di Madison, sa che è sua figlia e lo informa di aver aperto un fascicolo su di lui.
- Guest star: Sofia Milos, Mike Erwin, Robert Curtis Brown, Vyto Ruginis, Jennifer Sky, David Lee Smith, Shannon Lucio, Brian Poth, Boti Bliss, Brooke Bloom, Leslie Odom Jr., Malcolm Danare